# هاينريش غوبل
هاينريش غوبل، أو هنري غويبل (20 أبريل 1818 - 4 ديسمبر 1893)، ميكانيكي مخترع، وُلد في شبرينغه، ألمانيا. هاجر في عام 1848 إلى مدينة نيويورك، وبقي هناك حتى وفاته. حصل على الجنسية الأمريكية في عام 1865.
ذكرت المجلات والصحف في عام 1893، أي قبل 25 عامًا، أن غوبل طوّر لمبات إضاءة متوهجة مماثلة لتلك التي اخترعها توماس ألفا إديسون عام 1879. لكنه لم يتقدم بطلب للحصول على براءة اختراع.
رفعت شركة جنرال إلكتريك في عام 1893 دعوى قضائية ضد ثلاث شركات مصنعة للمصابيح المتوهجة بسبب انتهاكها لبراءة اختراع إديسون. ادعى الدفاع عن هذه الشركات أن براءة إديسون كانت باطلة بسبب اختراع غوبل المماثل قبل 25 عامًا.
نشأت أسطورة في بعض البلدان بعد وفاة غوبل تقول أنه كان المخترع الحقيقي للمصابيح المتوهجة العملية.
حصل غوبل على براءات اختراع لتحسين آلات الخياطة (1865) وتحسين مضخة غايسلار (1882) وتقنية لربط خيوط الكربون بالأسلاك المعدنية في المصابيح المتوهجة (1882). لم يكن لهذه الاختراعات أي تأثير على التطورات التقنية الأخرى.

## سيرة حياته

### شبرينغه، ألمانيا 1818 - 1848
وُلد هاينريش غوبل في 20 أبريل من عام 1818، في شبرينغه بالقرب من هانوفر في ألمانيا. كان والده، هاينريش كريستيان غوبل، بستانيًا، ولاحقًا بائعًا متجولًا للشوكولا. كان اسم والدته ماري إليونور (هوبر قبل الزواج). في ذلك الوقت، كانت شبرينغه قرية صغيرة في مملكة هانوفر وكان عدد سكانها أقل من 2.000 نسمة، وقد عمل معظمهم في الزراعة.
أنهى هاينريش غوبل المدرسة في عام 1832 بعلامات ضعيفة. وعلّق أحد المعلمين قائلاً: «لقد امتلك عقلًا مبتكرًا، ومرضه الطويل هو السبب في علاماته الضعيفة».
بدأ غوبل في العمل كميكانيكي في الخمسينيات من القرن التاسع عشر وقد اعتبر عام 1837 موعدًا لتأسيس وبداية أعماله.
في عام 1844، تزوّج غوبل من صوفي لوبك (رودويغ قبل الزواج). وكان يعمل صانع ساعات في ذلك الوقت. لا توجد مصادر تؤكد تدربه على تلك المهنة. أدار متجرًا لإصلاح وبيع الساعات. وُلد ابنه يوهان كارل عام 1846، وابنته ماري صوفي عام 1848.
هاجر غوبل في سن الثلاثين مع عائلته إلى مدينة نيويورك عام 1848. غادروا ألمانيا على متن سفينة شراعية، ووصلوا في يناير 1849. وفقًا لقائمة ركاب السفينة، كتب غوبل «ميكانيكي» في خانة المهنة. وأسباب الهجرة لم تكن معروفة.

### نيويورك 1849 - 1893
افتتح غوبل متجرًا في شارع مونرو في مدينة نيويورك. كان عنوانه: متجر المجوهرات والساعات والنظارات.
صنع غوبل تلسكوبًا بهدف كسب المزيد من المال، إذ تنقّل في كثير من الأحيان في الخمسينيات والأربعينيات من القرن التاسع عشر، مع تلسكوبه الكبير على عربة حصان إلى ميدان الاتحاد، مانهاتن في المساء ومقابل دفع رسوم معينة تمكن الناس من استخدام تلسكوبه لمراقبة النجوم. لقّبه العديد من الأشخاص برجل التلسكوب.
في 23 مارس من عام 1865، أصبح غوبل مواطنًا أمريكيًا. وفي 9 مايو من عام 1865، حصل على براءة الاختراع الأمريكية رقم 47.632 (هيمر لآلات الخياطة). ربما كان سبب اختراعه هذا تفكيره في كيفية جعل عمل الخياطة أكثر سهولة لابنته.
كتبت صحيفة نيويورك تايمز في 30 أبريل من عام 1882 تقريرًا عن معرض لمبات الإضاءة المتوهجة في متجر غوبل. ووفقًا لهذا التقرير، ادعى غوبل أن الضوء الكهربائي لم يكن أبدًا اختراعًا جديدًا وأنه يعرف هذا النوع من الضوء منذ كان في ألمانيا. وأكّد أنه أنتج لمبات كهربائية منذ خمسينيات القرن التاسع عشر دون إعطاء تفاصيل إضافية. كانت المصابيح في معرضه عبارة عن مصابيح إضاءة متوهجة ذات خيوط كربون ذات مقاومة عالية مصنوعة من ألياف القصب.